# Innovazione farmaceutica
L'innovazione farmaceutica è un elemento molto critico e discusso della scienza medica.

## Descrizione
I costi della ricerca sono oggi molto elevati: nell'anno 2005 le somme investite sono state 25,28 miliardi di euro negli USA e 21,7 in Europa.
Perché una molecola nuova diventi un farmaco ci vogliono anni di sperimentazione e di investimenti ingenti, nell'ordine di un miliardo di dollari. La probabilità che una nuova molecola diventi un medicinale brevettato è di 1 su 5000.
Un farmaco non è un bene di consumo ordinario, ma un prodotto che ha un'influenza determinante sulla durata e qualità di vita delle persone. Proprio per questo gli Stati e le autorità regolatorie intervengono a vari livelli nella produzione, nel commercio e nell'accessibilità dei prodotti medicinali, contribuendo a perseguire il bene comune.
Lo sviluppo farmaceutico è costoso a causa dell'alta percentuale di perdite di potenziali prodotti nel loro passaggio dal laboratorio agli studi sugli animali e nell'uomo. Proprio per i costi elevati, le aziende che producono farmaci si riducono a pochi colossi internazionali, cosiddette Big Pharma.

### Ricerca
Un altro problema è rappresentato dal rapporto con la sperimentazione clinica.
L'industria sostiene le spese delle sperimentazioni, disegna il protocollo di ricerca, definisce le sostanze con cui comparare il proprio prodotto e gli obiettivi da raggiungere, opera un monitoraggio dei risultati durante lo svolgimento, spesso partecipa alla scrittura del documento, retribuisce i centri di ricerca e le loro istituzioni.
Anche non volendolo, quindi, i risultati della ricerca sono in qualche modo influenzati dall’industria. È accaduto che alcune sperimentazioni siano state interrotte, ma più spesso vengono interrotte quando i risultati non sono quelli sperati. In Europa alcuni Stati hanno affrontato questo problema attivando dei Registri Nazionali per tutte le sperimentazioni cliniche avviate. Analogamente, vi sono Registri simili in USA, ma vi è urgente necessità di un coordinamento internazionale.

### Medicinali prioritari
Un fatto negativo è che lo sforzo dell'industria è diretto verso farmaci che possono curare le malattie più comuni dei Paesi industrializzati, ossia quelli di cui è assicurato un grande consumo.
Ne deriva che farmaci per malattie gravi ma poco diffuse, come la tubercolosi, ricevano meno attenzione. Analogamente sono poco studiati i farmaci per la cura delle malattie rare.
Nel 2004 l'Organizzazione mondiale della sanità (OMS) ha preparato, su richiesta del Governo olandese, un rapporto sui medicinali prioritari:
- Infezioni dovute ad agenti resistenti agli antibiotici
- Pandemia influenzale
- Malattie cardiovascolari
- Diabete
- Cancro
- Infarto del miocardio
- AIDS
- Tubercolosi
- Malattie trascurate dai pazienti
- Malaria

### Accessibilità al farmaco
Un aspetto che ha generato e genera gravi reazioni dell'opinione pubblica contro le case farmaceutiche è rappresentato dalle difficoltà di accesso dei Paesi in via di sviluppo ai farmaci essenziali tutelati da brevetto.
Della questione si è interessata l'Organizzazione Mondiale del Commercio (OMC), molte Organizzazioni non governative (ONG) e la Santa Sede. In sintesi si è arrivati a legittimare la possibilità, per particolari Paesi con problemi di salute pubblica, di produrre per l'uso interno medicinali tutelati da brevetto, escludendo qualunque forma di commercio estero.
Fino ad oggi, comunque, non si è reso necessario ricorrere a questo meccanismo, poiché le aziende titolari stesse hanno messo in atto programmi per facilitare l'accesso, anche al fine di prevenire illeciti commerciali.

### Contraffazione
L'OMS-WHO definisce come contraffatto "un farmaco che, deliberatamente e fraudolentemente reca false indicazioni riguardo alla sua origine e/o identità". Secondo stime OMS, il 7% di tutti i farmaci venduti al mondo è contraffatto, con un giro d'affari di 10 miliardi di euro l'anno. L'analisi mostra che la contraffazione sia meno dell'1% nei Paesi industrializzati e 10-30% in molti Stati dove i sistemi regolatori sono più deboli (ad esempio in Nigeria il 70%). Per medicinali acquistati su internet si raggiunge il 50%.
La contraffazione implica un grave problema di sicurezza ( ad esempio nel 1995 i falsi vaccini contro la meningite hanno ucciso 2500 bambini) ed efficacia , e distorce le analisi del segmento di mercato.
Le compresse più contraffatte sono quelle riguardanti i problemi di erezione maschile.
I principali produttori sono la Cina, la Russia, l'India e il Brasile.
Secondo l'organizzazione tedesca Buko Pharma-Kampagne con un documento del 2007 , ritiene che interventi legislativi che impongano la riduzione degli alti prezzi dei medicinali sarebbe la migliore politica per disincentivare gli abusi.

### Rimborso
La commercializzazione di un farmaco è l'ultima tappa di una lunga catena che richiede anni di sperimentazioni preclinica e clinica (cioè sull'uomo). Tale evento può avvenire solo dopo la registrazione, in Europa, all'Agenzia europea per i medicinali (EMA). Tale registrazione centralizzata consente la libera circolazione del farmaco in tutti i paesi europei. Le autorità dei singoli paesi possono, qualora valutino sfavorevole il rapporto costo/efficacia, non riconoscere la spesa del farmaco a carico del proprio servizio sanitario.
L'ammissione al rimborso statale è parte integrante del sistema. Ogni Stato in Europa ha capacità normativa in tal senso, cosa che provoca differenze e difficoltà, sia tra i pazienti che per le aziende farmaceutiche. A ciò si aggiunge il problema del contenimento della spesa farmaceutica, delle contraffazioni, della concorrenza dei generici. La Commissione Europea sta lavorando per appianare le disparità e rendere più uniforme il mercato europeo.

### Farmacovigilanza
Un buon sistema di farmacovigilanza è fondamentale per evitare che gli eventuali effetti avversi dei nuovi farmaci e interazioni tra farmaci rilevati dopo la pratica clinica compromettano l'effetto terapeutico dei medicinali esistenti in commercio.
La notifica degli eventi avversi da parte di tutti i medici e la consultazione su rete delle interazioni son promossi e incentivati.

### Marketing
Il periodo di esclusività è di 20 anni: quando il brevetto scade, il prezzo medio di mercato si riduce a causa della concorrenza dei farmaci generici, quindi negli anni di esclusività le industrie devono massimizzare le vendite. Questo implica che vi siano azioni di marketing, diretta alle istitutioni di rimborso, ai medici, alle farmacie e al pubblico. Questo può portare a problemi anche etici: recentemente ha destato preoccupazione il finanziamento da parte di alcune industrie farmaceutiche ad associazioni di pazienti per esercitare pressioni sulle agenzie regolatorie.
Profitto ed etica spesso non vanno di pari passi, ma solo il rispetto di regole chiare a tutti può salvare dagli scandali. Le aziende quindi si sono impegnate nel rispetto di un codice deontologico, da aggiungere alla normativa di riferimento.

#### Disease mongering
L'espressione disease-mongering indica l'utilizzo di particolari strategie di marketing, finalizzate all'introduzione di un protocollo terapeutico o nuove procedure diagnostico/terapeutiche o di un farmaco già pronto o prossimo all'immissione in commercio. Ciò attraverso una opportuna campagna di sensibilizzazione finalizzata all'introduzione di quadri clinici non strettamente patologici, per indurre il consumatore e/o paziente alla ricerca di una soluzione alle sue "presunte" malattie, che lo rendono comunque sofferente, allo scopo di generare nuovi mercati di potenziali pazienti.